# Nothing in biology makes sense except in the light of evolution

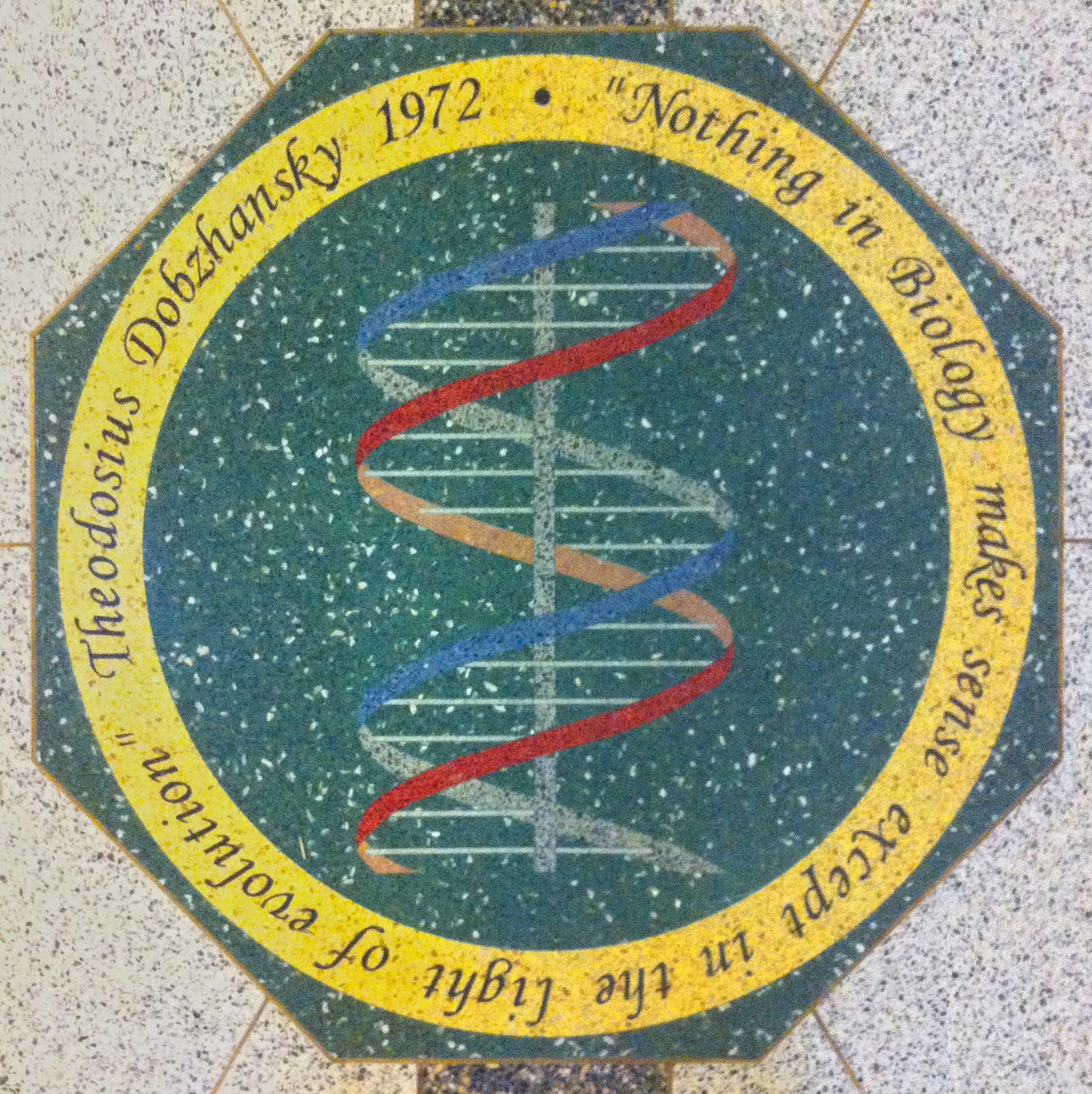
Gemozaiekt medaillon met de uitspraak van Dobzhansky op de vloer van de toegangshal van de Jordan Hall of Science, deel van de Universiteit van Notre Dame

Nothing in biology makes sense except in the light of evolution (Niets in de biologie heeft betekenis behalve in het licht van de evolutie, vrij vertaald: Alleen evolutie kan biologische feiten verklaren) is een essay uit 1973 van de evolutionair bioloog en Russisch-orthodox christen Theodosius Dobzhansky waarin hij kritiek levert op anti-evolutionair creationisme en een onderbouwing levert voor theïstisch evolutionisme. Het artikel is voor het eerst gepubliceerd in the American Biology Teacher, jaargang 35, pagina 125 - 129.
Dobzhansky gebruikte deze zin, in een iets andere versie, voor het eerst in 1964 in het artikel Biology, Molecular and Organismic in de American Zoologist om het belang van biologie op het niveau van het organisme te benadrukken als reactie op de opkomende moleculaire biologie.

## Het artikel
Dobzhansky begint met een reductio ad absurdum over Abdul Aziz bin Baaz, een Arabische sjeik (later de moefti van Saoedi-Arabië), die gelooft dat de zon om de aarde draait omdat de Heilige Schrift dat zegt. Dobzhansky verzekert dat volgens zijn eigen overtuiging de Heilige Schrift en de wetenschap elkaar niet tegenspreken. Hij bekritiseert de creationisten die beweren dat God mensen opzettelijk zou misleiden, wat volgens hem gelijkstaat aan godslastering.
Dobzhansky vervolgt met het beschrijven van de biodiversiteit op Aarde en dat de diversiteit van de soorten niet het beste verklaard kan worden met een scheppingsverhaal, vanwege de ecologische interacties tussen de soorten. Hij haalt voorbeelden van het bewijs voor evolutie aan: de basenvolgorde van cytochroom C als bewijs voor gemeenschappelijke afstamming (waarbij hij het werk van Emanuel Margoliash & Walter M. Fitch aanhaalt); de overeenkomsten in de embryologie van soorten; en zijn eigen werk aan fruitvliegen op Hawaï. Dobzhansky eindigt met te zeggen dat de Heilige Schrift en wetenschap twee verschillende zaken zijn: "It is a blunder to mistake the Holy Scriptures for elementary textbooks on astronomy, geology, biology, and anthropology."

## De titel
De bewering light of evolution komt van de Franse jezuïet Pierre Teilhard de Chardin waar Dobzhansky bewondering voor had. In het laatste gedeelte van het artikel wordt de Chardin geciteerd:
[Evolutie is] een algemene voorwaarde waarnaar voortaan alle theorieën, alle hypothesen, alle systemen zich moeten voegen, waaraan zij moeten beantwoorden, willen zij denkbaar zijn en waar zijn. Een licht dat alle feiten bestraalt, een curve waarmee alle lijnen moeten meegaan.
Dobzhansky gebruikt deze bewering op vergelijkbare wijze om aan te geven dat evolutie de verscheidene aspecten van biologie met elkaar verbindt en als zodanig een geheel vormt:
Seen in the light of evolution, biology is, perhaps, intellectually the most satisfying and inspiring science. Without that light it becomes a pile of sundry facts some of them interesting or curious but making no meaningful picture as a whole.— Theodosius Dobzhansky, Nothing in biology makes sense except in the light of evolution, 1973
De bewering Nothing in biology makes sense except in the light of evolution wordt tegenwoordig gebruikt door degenen die het creationisme bekritiseren of het verwante intelligent design. Alhoewel het essay beargumenteert dat het christendom en evolutionaire biologie samen kunnen gaan, een positie bekend als theïstisch evolutionisme of evolutionair creationisme, wordt de bewering ook gebruikt door degenen die menen dat 'in biology' ook betekent dat antropologie erbij hoort en degenen die menen dat een schepper niet noodzakelijk is, zoals de Britse evolutiebioloog Richard Dawkins.

## Citaten
I am a creationist and an evolutionist. Evolution is God’s, or Nature’s method of creation. Creation is not an event that happened in 4004 BC; it is a process that began some 10 billion years ago and is still under way.— Theodosius Dobzhansky, Nothing in biology makes sense except in the light of evolution, 1973
But what if there was no evolution and every one of the millions of species were created by separate fiat? However offensive the notion may be to religious feeling and to reason, the antievolutionists must again accuse the Creator of cheating. They must insist that He deliberately arranged things exactly as if his method of creation was evolution, intentionally to mislead sincere seekers of truth.— Theodosius Dobzhansky, Nothing in biology makes sense except in the light of evolution, 1973
Does the evolutionary doctrine clash with religious faith? It does not. It is a blunder to mistake the Holy Scriptures for elementary textbooks of astronomy, geology, biology, and anthropology. Only if symbols are construed to mean what they are not intended to mean can there arise imaginary, insoluble conflicts. As pointed out above, the blunder leads to blasphemy: the Creator is accused of systematic deceitfulness.— Theodosius Dobzhansky, Nothing in biology makes sense except in the light of evolution, 1973